# إقليم جيبوتي
 إقليم جيبوتي هو تقسيم إداري في الشرق الجنوبي في جيبوتي وهو  مدينة جيبوتي عاصمة البلاد.

## إحصائيات سكانية
جيبوتي هي مدينة متعددة الأعراق. ويبلغ عدد سكانها حوالي 604,013 نسمة، مما يجعلها أكبر مدينة في البلاد. يتشكل المشهد الحضري لجيبوتي من العديد من المجتمعات.
يوجد تمثيل لجميع المجموعات العرقية في العاصمة. اللغات الرئيسية هي الصومالية والعفرية . بالإضافة إلى استخدام واسع للعربية والفرنسية .
معظم سكان المحليين يتبعون دين الإسلام، مع وجود أقلية مسيحية.
| البيانات المناخية لـDjibouti City | البيانات المناخية لـDjibouti City | البيانات المناخية لـDjibouti City | البيانات المناخية لـDjibouti City | البيانات المناخية لـDjibouti City | البيانات المناخية لـDjibouti City | البيانات المناخية لـDjibouti City | البيانات المناخية لـDjibouti City | البيانات المناخية لـDjibouti City | البيانات المناخية لـDjibouti City | البيانات المناخية لـDjibouti City | البيانات المناخية لـDjibouti City | البيانات المناخية لـDjibouti City | البيانات المناخية لـDjibouti City |
| الشهر                             | يناير                             | فبراير                            | مارس                              | أبريل                             | مايو                              | يونيو                             | يوليو                             | أغسطس                             | سبتمبر                            | أكتوبر                            | نوفمبر                            | ديسمبر                            | المعدل السنوي                     |
| --------------------------------- | --------------------------------- | --------------------------------- | --------------------------------- | --------------------------------- | --------------------------------- | --------------------------------- | --------------------------------- | --------------------------------- | --------------------------------- | --------------------------------- | --------------------------------- | --------------------------------- | --------------------------------- |
| الدرجة القصوى °م (°ف)             | 34 (93)                           | 34 (93)                           | 37 (99)                           | 38 (100)                          | 44 (111)                          | 47 (117)                          | 47 (117)                          | 47 (117)                          | 44 (111)                          | 39 (102)                          | 36 (97)                           | 34 (93)                           | 47 (117)                          |
| متوسط درجة الحرارة الكبرى °م (°ف) | 28.7 (83.7)                       | 29.0 (84.2)                       | 30.2 (86.4)                       | 32.0 (89.6)                       | 34.9 (94.8)                       | 39.0 (102.2)                      | 41.7 (107.1)                      | 41.2 (106.2)                      | 37.2 (99.0)                       | 33.1 (91.6)                       | 30.8 (87.4)                       | 29.3 (84.7)                       | 33.9 (93.1)                       |
| المتوسط اليومي °م (°ف)            | 25.1 (77.2)                       | 25.7 (78.3)                       | 27.0 (80.6)                       | 28.7 (83.7)                       | 31.0 (87.8)                       | 34.2 (93.6)                       | 36.4 (97.5)                       | 36.0 (96.8)                       | 33.1 (91.6)                       | 29.3 (84.7)                       | 26.9 (80.4)                       | 25.4 (77.7)                       | 29.9 (85.8)                       |
| متوسط درجة الحرارة الصغرى °م (°ف) | 21.5 (70.7)                       | 22.5 (72.5)                       | 23.8 (74.8)                       | 25.4 (77.7)                       | 27.0 (80.6)                       | 29.3 (84.7)                       | 31.1 (88.0)                       | 30.6 (87.1)                       | 28.9 (84.0)                       | 25.6 (78.1)                       | 23.1 (73.6)                       | 21.6 (70.9)                       | 25.9 (78.6)                       |
| أدنى درجة حرارة °م (°ف)           | 19 (66)                           | 18 (64)                           | 21 (70)                           | 21 (70)                           | 21 (70)                           | 23 (73)                           | 22 (72)                           | 22 (72)                           | 23 (73)                           | 21 (70)                           | 18 (64)                           | 17 (63)                           | 17 (63)                           |
| معدل هطول الأمطار مم (إنش)        | 10.0 (0.39)                       | 18.8 (0.74)                       | 20.3 (0.80)                       | 28.9 (1.14)                       | 16.7 (0.66)                       | 0.1 (0.00)                        | 6.2 (0.24)                        | 5.6 (0.22)                        | 3.1 (0.12)                        | 20.2 (0.80)                       | 22.4 (0.88)                       | 11.2 (0.44)                       | 163.5 (6.43)                      |
| متوسط الأيام الممطرة              | 3                                 | 2                                 | 2                                 | 1                                 | 1                                 | 0                                 | 1                                 | 1                                 | 1                                 | 1                                 | 2                                 | 2                                 | 17                                |
| ساعات سطوع الشمس الشهرية          | 244.9                             | 220.4                             | 263.5                             | 273.0                             | 316.2                             | 282.0                             | 260.4                             | 275.9                             | 279.0                             | 297.6                             | 285.0                             | 272.8                             | 3٬270٫7                           |
| المصدر #1: Hong Kong Observatory  |                                   |                                   |                                   |                                   |                                   |                                   |                                   |                                   |                                   |                                   |                                   |                                   |                                   |
| المصدر #2: BBC Weather            |                                   |                                   |                                   |                                   |                                   |                                   |                                   |                                   |                                   |                                   |                                   |                                   |                                   |

| Jan | Feb | Mar | Apr | May | Jun | Jul | Aug | Sep | Oct | Nov | Dec |
| --- | --- | --- | --- | --- | --- | --- | --- | --- | --- | --- | --- |
| 26  | 26  | 27  | 28  | 29  | 30  | 31  | 30  | 30  | 29  | 28  | 27  |

## توأمة مدينة جيبوتي
- ليماسول،  قبرص
- حلايب،  مصر
- مرسي مطروح،  مصر
- السويس،  مصر
- ريميني،  إيطاليا
- ماليه،  جزر المالديف
- فيكتوريا،  مالطا
- جيزان،  السعودية
- ينبع،  السعودية
- بور سودان، السودان
- الفجيرة،  الإمارات العربية المتحدة
- كي ويست، فلوريدا، الولايات المتحدة
- عدن،  اليمن